# Rudolf Diels
Rudolf Diels (Berghausen im Taunus, 16 de desembre del 1900 -Katzenelnbogen, prop de Hannover 18 de novembre 1957) fou un polític alemany protegit per Hermann Göring que va ser el cap de la Gestapo de 1933 a 1934.
Va participar en la Primera Guerra Mundial. Arribà a ser ministre d'interior de Prússia el 1930, i va ser encarregat de la lluita contra els moviments comunistes. Quan Hitler va arribar al poder era el cap de la policia política de Prússia. L'abril de 1933 aquesta mateixa policia política serà reanomenada Gestapo. Va dimitir-ne l'abril de 1934. Passada la guerra, i després de no ser condemnat al Judici de Nuremberg, continuà la seva carrera com a polític. Va escriure unes memòries apologètiques: Lucifer Ante Portas: ... es spricht der erste Chef der Gestapo (Lúcifer davant les portes: el primer cap de la gestapo parla) (1950).